# Príkra
Príkra (in ungherese Meredély) è un comune della Slovacchia facente parte del distretto di Svidník, nella regione di Prešov.